# Edmund Wodick

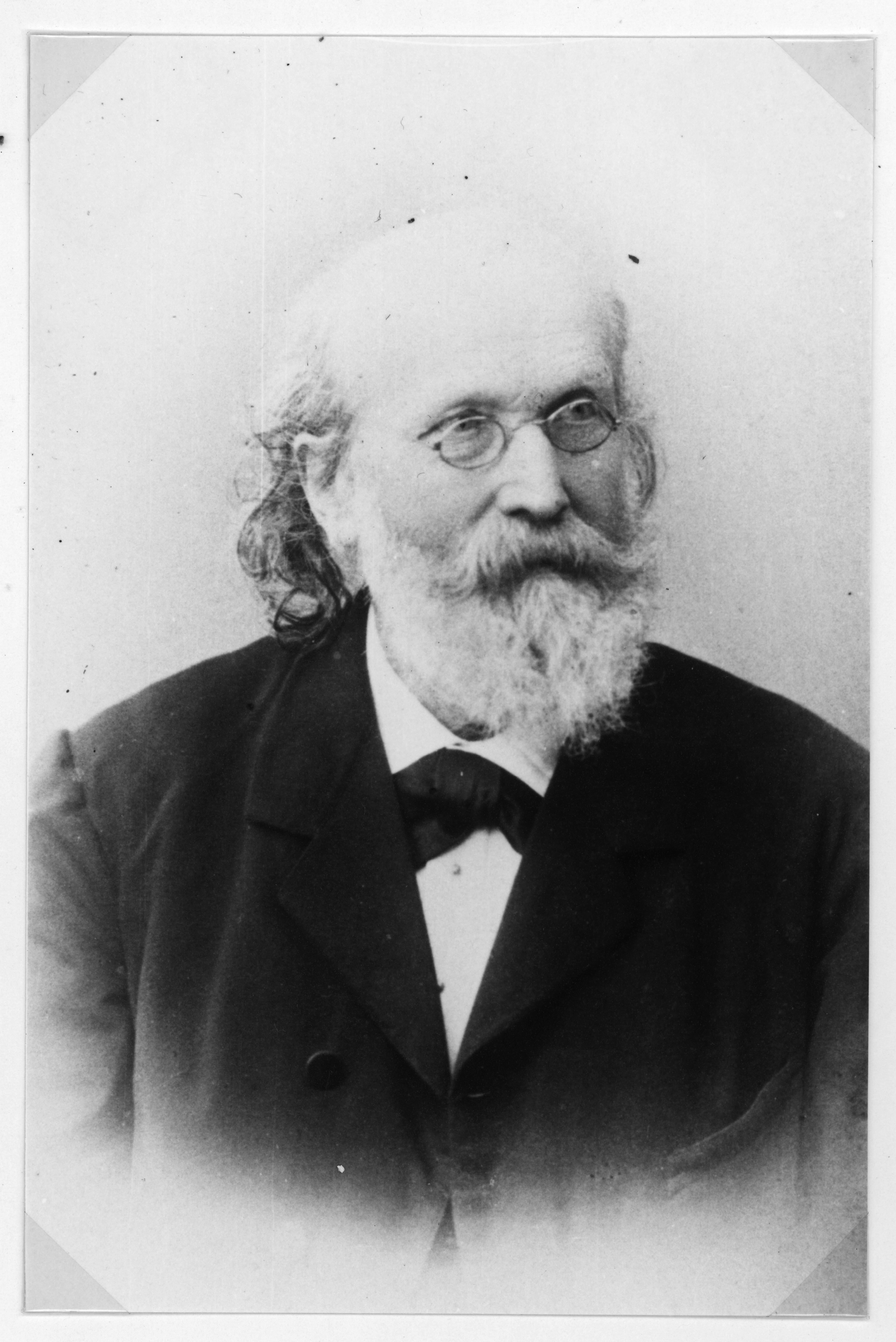
Edmund Wodick

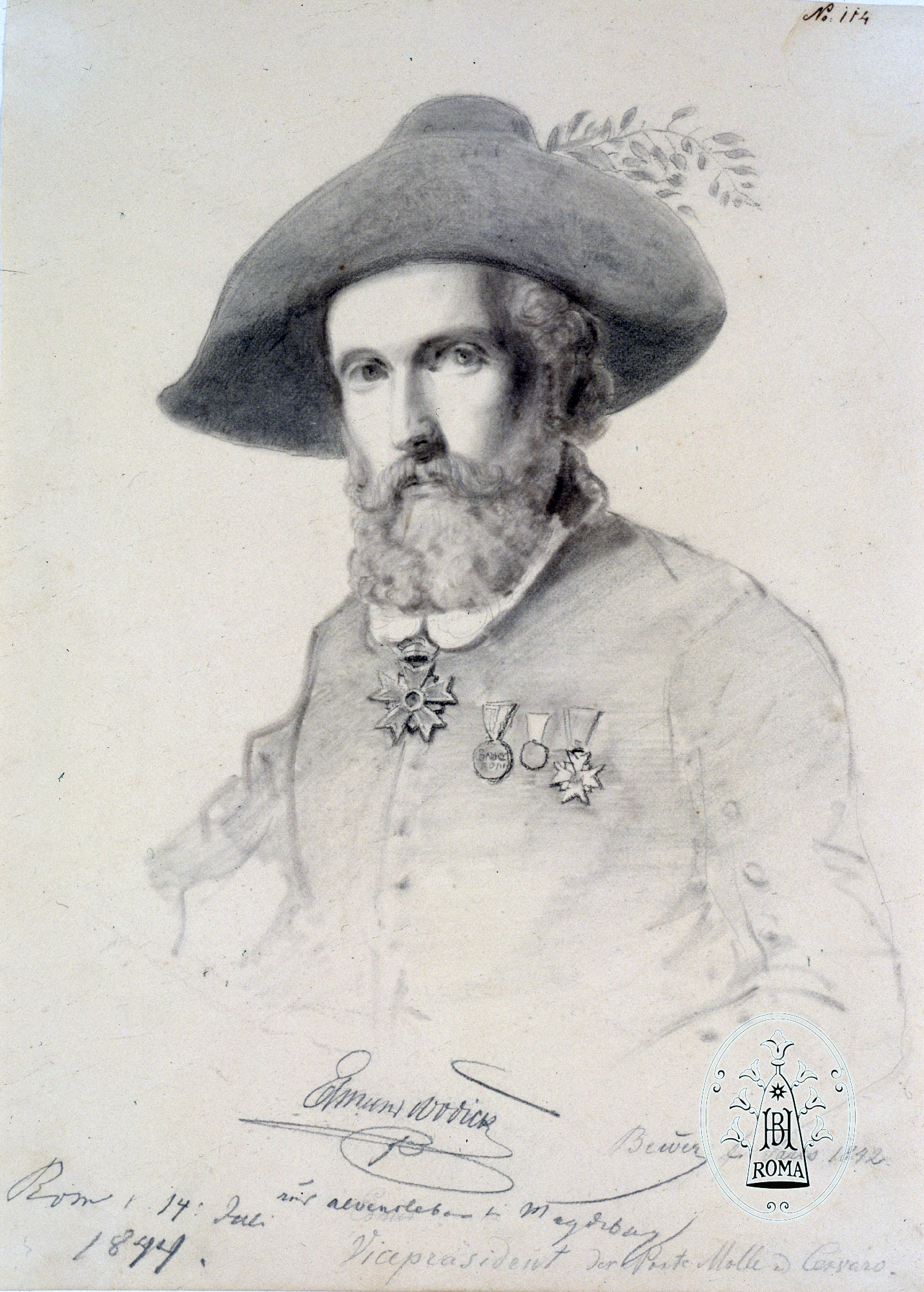
Porträt Edmund Wodick, gezeichnet von Clemens Bewer, Rom 1842

Ludwig Eduard Edmund Wodick (* 21. November 1816 in Markt Alvensleben bei Haldensleben, heute Bebertal; † 10. März 1886 in Magdeburg) war ein deutscher Porträt-, Genre-, Landschafts- und Historienmaler des späten Biedermeier.
Er zählte zu Lebzeiten zu den bedeutendsten Künstlern Magdeburgs und erwarb sich zudem durch sein außerordentliches Engagement für das kulturelle und soziale Leben der Stadt große Verdienste. Unter seinen Schülern ist namentlich der Magdeburger Maler Hugo Vogel (1855–1934) bekannt.

## Leben

### Lehr- und Wanderjahre
Edmund Wodick entstammte einer seit Mitte des 18. Jahrhunderts in Magdeburg und Umgebung ansässigen Familie. 1816 wurde er als fünftes von zwölf Kindern in bescheidene Verhältnisse geboren. Seine Mutter Johanna Caroline Elisabeth Förster (1790–1850) war die Tochter eines Branntweinbrenners; sein Vater Friedrich Heinrich Ludwig (1786–1871) arbeitete als Dekorationsmaler in Markt Alvensleben; von ihm wird Wodick den ersten Zeichenunterricht erhalten haben.
Nach dem Besuch der Gewerbe- und Handlungsschule in Magdeburg absolvierte Wodick dort eine Lehre in der lithographischen Werkstatt von Julius Brückner. Im Anschluss daran ermöglichte ihm ein entfernter Verwandter, der Musikalien- und Verlagshändler Wilhelm von Heinrichshofen, das Kunststudium an der von Wilhelm Schadow geführten Düsseldorfer Akademie. Überlieferte Schülerlisten belegen Wodicks Ausbildung von Herbst 1837 bis Sommer 1841. Zu seinen Lehrern zählten der angesehene Porträt- und Genremaler Carl Ferdinand Sohn sowie Rudolf Wiegmann, der die Klassen in Baukunst und Perspektive leitete. Obwohl nicht unter Wodicks akademischen Professoren erwähnt, wird in seinen späteren Landschaftsdarstellungen der Einfluss insbesondere von Johann Wilhelm Schirmer wie auch von Carl Friedrich Lessing im Kolorit wie in der naturgetreuen Landschaftsauffassung offensichtlich.
Nach der gut dreijährigen Studienzeit begab sich Wodick auf die im 19. Jahrhundert obligatorische Grand Tour. Über die einzelnen Stationen und Begebenheiten gibt ein im Familienarchiv bewahrtes Konvolut von 30 Briefen des Künstlers an seine Verlobte und spätere Ehefrau Louise Renker Auskunft.
Gemeinsam mit seinem Vertrauten und Studienfreund Clemens Bewer führte ihn der Weg im Herbst 1841 über Holland und Belgien nach Paris. Hier besuchte er die Abendklasse des hochgeschätzten Historienmalers und Leiters der „École des Beaux Arts“ Paul Delaroche und schulte sein Auge vor Originalen im Louvre; er kopierte außer den Werken von Raffael, Tizian, van Dyck und Murillo auch Arbeiten zeitgenössischer Künstler wie Leopold Robert. Zudem übte sich Wodick intensiv im Porträtzeichnen, wofür er fast ausnahmslos den Bleistift verwendete, was unter anderem erhaltene Bildnisse seines französischen Lehrers und des Künstlerkollegen Ernst Benedikt Kietz verdeutlichen.
1842 beteiligte er sich mit einem Bildnis eines Herrn an der regelmäßig stattfindenden Kunstausstellung Pariser Salon.
Seinen neunmonatigen Aufenthalt finanzierte Wodick neben der Unterstützung, die ihm Louises Großvater gewährte, hauptsächlich durch den Verkauf von Lithografien und Kopien.
Ende August 1842 zog Wodick allein weiter durch die Schweiz nach Oberitalien. Von Mailand aus wanderte er mit den Düsseldorfer Malern Eduard Wilhelm Pose und Hermann Schmitz nach Genua und entlang der ligurischen Küste, durch die Toskana und Umbrien nach Rom, wo er eineinhalb Jahre weilte. Er wohnte mit zwei Künstlerfreunden in der Via della Purificazione auf dem Monte Pincio.
In Rom vertiefte er sich zunächst in das Studium der Alten Meister und der antiken Bildwerke.
Die Sommermonate verbrachte er in der römischen Campagna und füllte nunmehr sein Skizzenbuch mit Pflanzen-, Landschafts- und Architekturmotiven aus Tivoli, Subiaco, Cervara und anderen Stätten. Sein bevorzugtes Zeichenutensil blieb der Bleistift, den er auf mannigfache Weise einzusetzen verstand.
Neben seiner künstlerischen Arbeit pflegte Wodick in Rom das gesellige Leben. Schnell fand er Aufnahme in die deutsche Künstlerkolonie. Er wurde Mitglied bei der für ihre Festivitäten und legendären Umzüge bekannten Ponte-Molle-Gesellschaft, in der er als „Zeremonienmeister“ beim Cervaro-Fest 1843 agierte und zu deren „Vicepräsidenten“ er 1844 gewählt wurde. In seinem römischen Skizzenbuch finden sich Einträge und Porträts seiner Malerfreunde und -kollegen Georg Heinrich Busse, Mihály Kovács, Egron Lundgren, Gustaf Wilhelm Palm, Carl Friedrich Werner, Julius Moser und Eduard Heinrich.
Wodicks Tätigkeit als Porträtist wie auch als Landschaftsmaler verschaffte ihm in Rom zunehmend Aufträge. Der bayerische König Ludwig I. und Prinz Heinrich von Preußen gehörten ebenso zu seinen Käufern und Bewunderern wie wohlsituierte Adlige. Folgenreich wurde die Begegnung mit einer Familie von Wedemeyer aus Hannover. Nachdem sie bei ihm drei großformatige Ansichten von Rom, Neapel und Florenz bestellt hatte, lud sie ihn zu einer gemeinsamen Fahrt durch Süditalien ein, der sich im September 1844 eine mehrmonatige Rundreise durch Spanien anschloss. Von Barcelona aus ging es entlang der Mittelmeerküste in mehreren Etappen bis nach Málaga und Gibraltar. Auf Einladung des schwedischen Konsuls unternahm Wodick einen Ausflug nach Tanger und an die marokkanische Küste. Beeindruckt von der orientalischen Kultur, bereicherte er sein Skizzenbuch um neuartige Motive. Einzelne Figuren- und Trachtenstudien führte er farbig aus oder verwendete getöntes Zeichenpapier, um mit Weißhöhungen Details effektvoll herauszuarbeiten. Der Gebrauch farbigen Zeichenpapiers ist hier erstmals während der Spanienfahrt zu beobachten.
Im Frühjahr 1845 erreichte die Wedemeyer-Gruppe Sevilla, womit sich Wodicks langgehegter Wunsch erfüllte, die Geburts- und Wirkungsstätte des spanischen Malers Bartolomé Esteban Murillo kennenzulernen. Drei Monate später weilte Wodick in Madrid, begegnete dort dem Hofmaler und Direktor des Prado José de Madrazo und traf mit dessen Sohn Federico de Madrazo sowie weiteren spanischen Malerfreunden zusammen, die er von Rom her kannte, darunter die Sevillaner José Gutiérrez de la Vega und Antonio María Esquivel sowie Joaquín Espalter und Francesc Cerdá.
Der Aufenthalt in der spanischen Hauptstadt wurde länger als geplant, da Wodick beabsichtigte, nur mit der fertigen Kopie des Raffael-Gemäldes „La Santa Familia de la Perla“, weiterzureisen, da er diese in Magdeburg als Beleg für den Erfolg seiner Studien vorweisen wollte. Im August 1845 traten er und seine Reisegesellschaft über Burgos, Biarritz, Bayonne und Paris den Heimweg an.

### Wirken in Magdeburg
Nach neun Jahren der Wanderschaft ließ sich Wodick 1846 in Magdeburg nieder – mit dem Ziel, das kulturelle Leben und den Kunstsinn der Stadt zu fördern.
Noch im selben Jahr heiratete er seine Jugendliebe Louise Renker. Das Paar bezog eine Wohnung in einem mehrstöckigen Haus in der zentralgelegenen Prälatenstraße Nr. 5, welches Wodick wenige Jahre später für sich und seine nun fünfköpfige Familie als Eigentum erwarb.

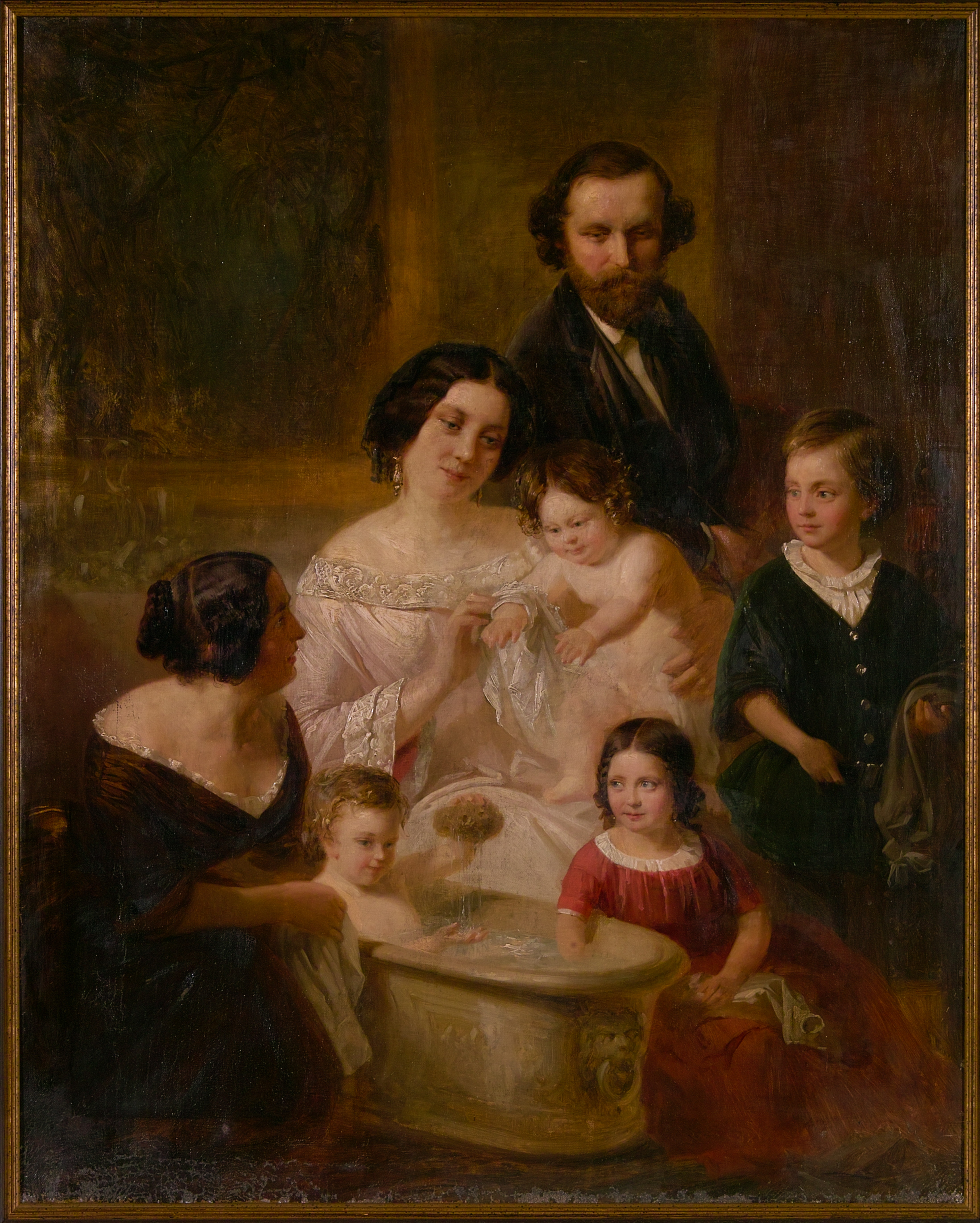
Edmund Wodick, Familienbild, 1855, Öl auf Leinwand, Kulturhistorisches Museum Magdeburg

Das Wohnhaus, das darüber hinaus Platz für eine geräumige Werkstatt und ein Schüleratelier bot, wurde geselliger Treffpunkt für Künstler, Literaten und Theaterleute.
Parallel zu den ersten Auftragswerken, wie dem Gruppenbild „Versammlung der Ratsherren“ von 1848, verarbeitete Wodick seine Reiseerinnerungen zu vornehmlich spanischen und exotisch-fremden Bildkompositionen. Seine Faszination insbesondere für die arabische Kultur blieb lebenslang ungebrochen. Zwei Arbeiten mit orientalischen Sujets fanden Eingang in die Gemäldesammlungen der Könige Wilhelm I. und II. von Württemberg.
Wodick etablierte sich in Magdeburg als gefragter Bildnis- und Landschaftsmaler. Im Laufe der nächsten drei Jahrzehnte porträtierte er zahlreiche Persönlichkeiten von Rang und Namen aus Politik, Wirtschaft und Geisteswissenschaft Magdeburgs, darunter die Bürgermeister Heinrich Behrens und Friedrich Heinrich Bötticher, den Kommerzienrat Heinrich Wilhelm Müller, die Kaufleute August Morgenstern, Karl Friedrich Deneke und David Coste sowie den Historiker, Philologen und Vorsitzenden des Magdeburger Kunstvereins Friedrich Wiggert und den Geistlichen und Logenmeister Johann Friedrich August Klusemann. Zahlreiche Aufträge erhielt Wodick von Mitgliedern der Magdeburger Johannisloge Ferdinand zur Glückseligkeit, der er selbst seit 1849 angehörte und in der er aktiv mitwirkte. Für die Große National-Mutterloge Zu den drei Weltkugeln in Berlin fertigte er 1862 ein Dreiviertelporträt des preußischen Königs Wilhelm I. an, der ihm persönlich Modell stand. Das heute nicht mehr nachweisbare Herrscherbildnis ist durch eine zeitgenössische druckgrafische Reproduktion des Berliner Kupferstechers Paul Habelmann überliefert.
Neben der Malerei war Wodick tief in das Vereinswesen eingebunden. Seinem Engagement ist es zu verdanken, dass der Magdeburger Kunstverein ab 1858 seine ständigen Ausstellungen in eigenen Räumen durchführen konnte. Zudem setzte er sich für die Gründung eines städtischen Museums ein.
1859 initiierte Wodick den Verein „Athene“ für „Kunst, Wissenschaft und Humor“, der durch seine Kostümfeste von sich reden machte, aber auch Lesungen und Vorträge zu kulturhistorischen wie juristischen Themen veranstaltet hat. Wodick blieb bis zu seinem Tod Vorsitzender der „Athene“. Das Amt des Stellvertreters bekleidete sein Freund und Logenbruder, der Tonwarenfabrikant Johann Otto Duvigneau, der 1869 den Magdeburger Kunstgewerbeverein mitbegründete. Diesem gehörte Wodick ab 1871 als Vorstandsmitglied an, elf Jahre später wurde er dessen zweiter Vorsitzender. Außer in diesen Gesellschaften wirkten beide Herren viele Jahre im künstlerischen Ausschuss des Kunstvereins mit. Darüber hinaus war Wodick Vorsitzender des Magdeburger Lokalvereins der allgemeinen deutschen Kunstgenossenschaft.

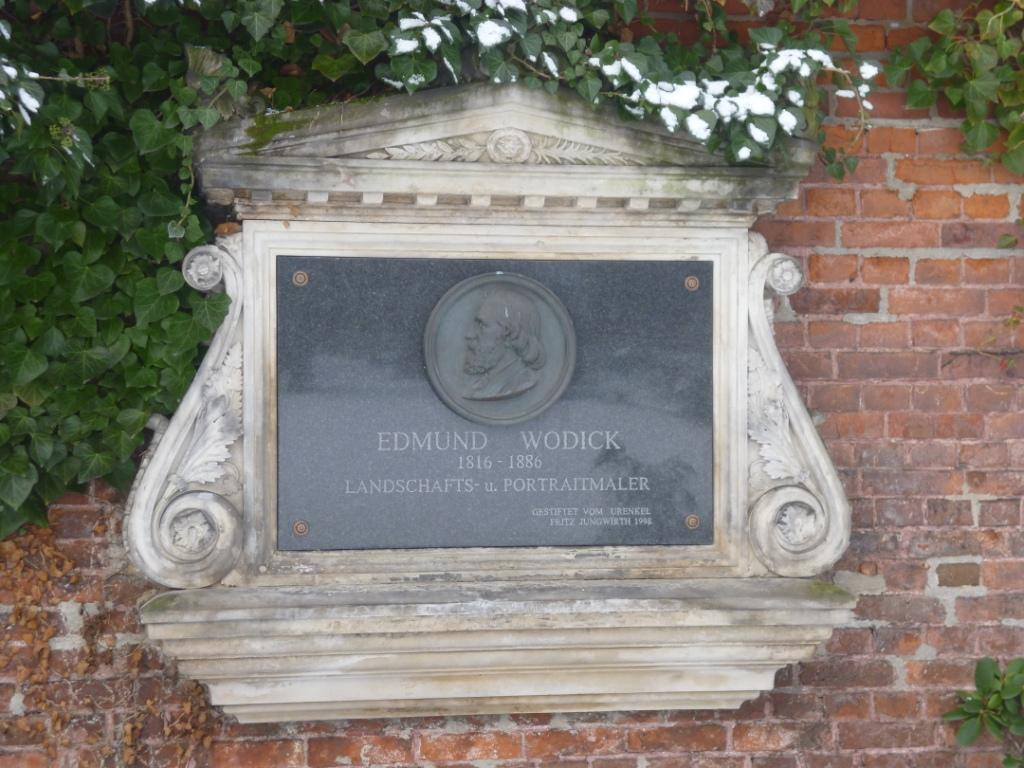
Grabmal auf dem Südfriedhof in Magdeburg

Trotz seiner Bindung durch Auftragsarbeiten, durch familiäre Pflichten und seine rege Vereinstätigkeit fand Wodick in späteren Jahren noch Zeit für Reisen und Wanderungen, die ihn vorzugsweise in die reizvollen mitteldeutschen und europäischen Bergregionen führten: Ein im Magdeburger Museum vollständig erhaltenes Skizzenbuch belegt auf 24 Doppelseiten Wodicks Aufenthalt 1856 im Salzburger Land. 1858 weilte er in der Umgebung von Teplitz in Böhmen, 1861 und 1865 im Berner Oberland und schließlich noch einmal 1876 in der Ostschweiz. In zahlreichen Skizzen und teils aquarellierten Zeichnungen hat Wodick die grandiose Bergwelt der Schweiz mit ihren vielfältigen Gebirgs- und Felsformationen, den tiefen Tälern, stimmungsvollen Ortschaften und der abwechslungsreichen Vegetation festgehalten.
Innerhalb Deutschlands suchte Wodick 1870 das thüringische Ruhla südlich von Eisenach auf sowie Reitzenstein und Wilhelmsthal, konzentrierte sich aber im Wesentlichen auf die nähere heimatliche Umgebung. Wiederholt durchstreifte er das wild-romantische Bodetal und die sagenumwobene Harzregion. Zu seinen späten Arbeiten gehören zwei Bleistiftzeichnungen – eine Pflanzenstudie und eine Ansicht des Bodetals –, die auf 1877 und 1880 datiert sind.
Eine Ausnahme in Wodicks Gesamtwerk bilden religiöse Motive. Nach derzeitigem Kenntnisstand malte er eine nicht mehr nachweisbare Darstellung „Christus auf dem Ölberg“, die sich in Mitau/Lettland befunden haben soll; 1885 entstand das Altarbild „Es ist vollbracht“ für die Pfarrkirche St. Georg in Morl bei Halle.
Zwei Jahre nach dem Tod seiner Ehefrau starb Edmund Wodick am 10. März 1886 an den Folgen einer Lungenentzündung und wurde auf dem Magdeburger Südfriedhof beigesetzt. Die Grabplatte ziert heute eine runde Reliefplakette mit dem Kopf des Künstlers. Die Gipsvorlage dafür hatte der in Berlin arbeitende Bildhauer Gustav Bläser 1852 geschaffen.
Das Kulturhistorische Museum der Stadt besitzt heute, trotz erheblicher Kriegsverluste, die umfangreichste Sammlung sowohl an Gemälden wie auch an grafischen Arbeiten des Künstlers.
Als besondere Ehrung für den Maler war in diesem Museum 1940/41 ein Wodick-Zimmer geplant, das aber infolge des Zweiten Weltkriegs nicht zur Ausführung kam.

## Werke (Auswahl)

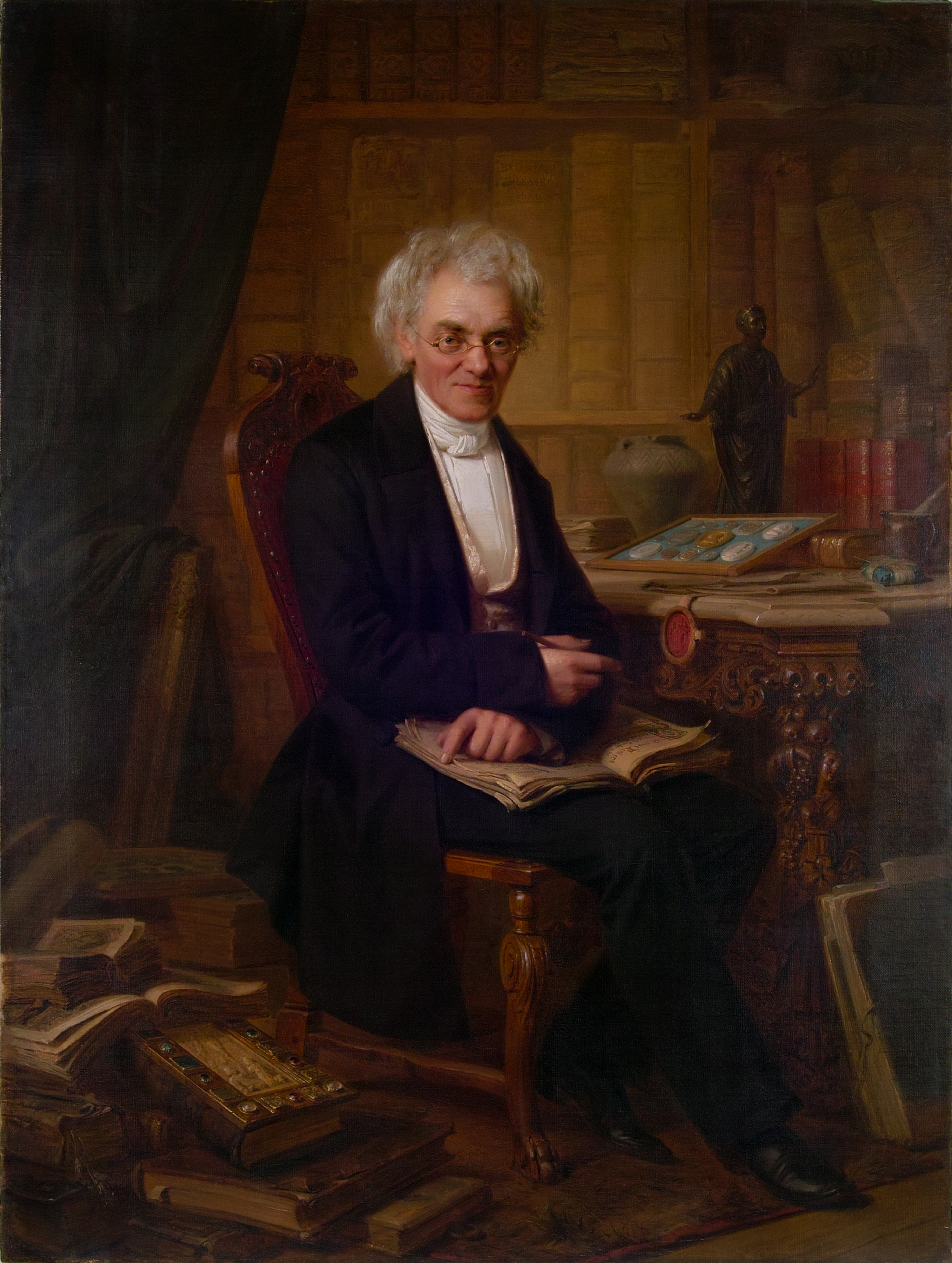
Prof. Dr. Friedrich Wiggert, 1861, Öl auf Leinwand, Kulturhistorisches Museum Magdeburg

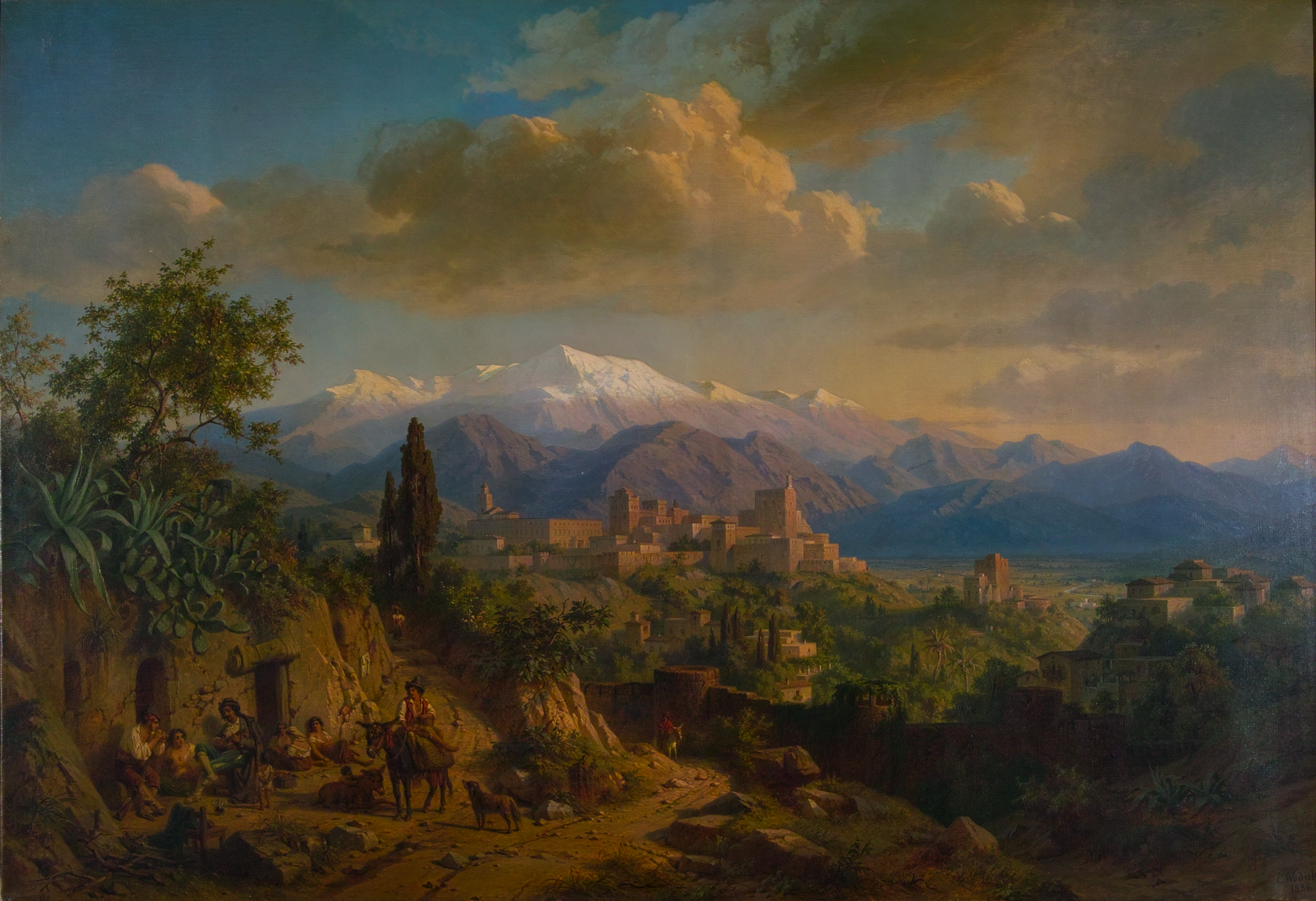
Granada, 1886, Öl auf Leinwand, Kulturhistorisches Museum Magdeburg

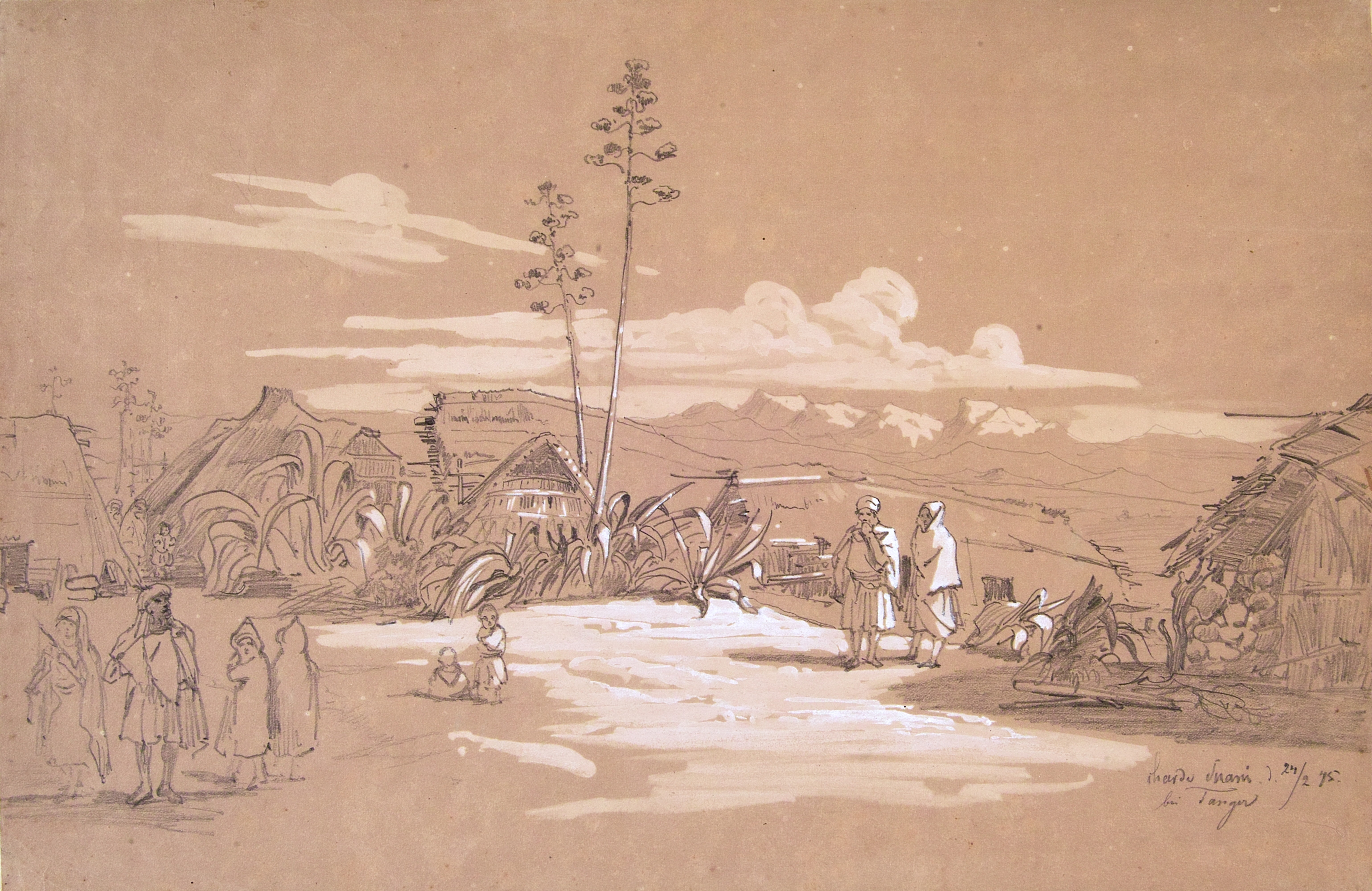
Douar Souani bei Tanger, 1845, Bleistift, Weißhöhung, auf braunem Papier, Kulturhistorisches Museum Magdeburg

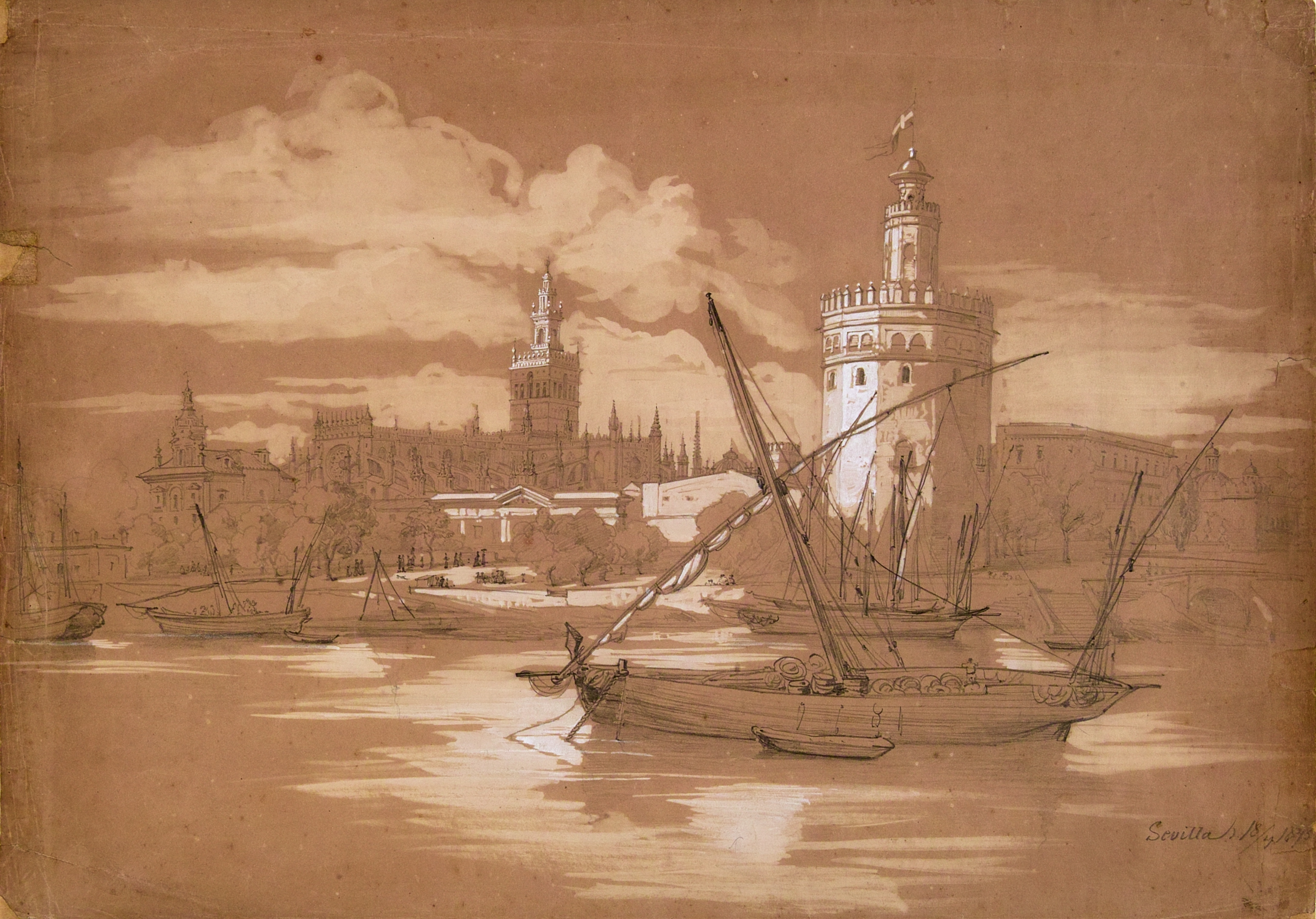
Blick auf den Goldturm und die Kathedrale von Sevilla, 1845, Bleistift, Weißhöhung, auf braunem Papier, Kulturhistorisches Museum Magdeburg

### Bilder
- Römische Landschaft, 1843
- Versammlung der Ratsherren, 1848
- Eberjagd im Atlasgebirge, 1849
- Familienbild, 1855
- Herrengesellschaft im Park, 1860
- Prof. Dr. Friedrich Wiggert, 1861
- Gutsbesitzer Philipp Eduard Coqui und Gattin Susanne Therese, 1861
- Kommerzienrat Heinrich Wilhelm Müller, 1868
- Jagdgesellschaft vor den Toren Magdeburgs, 1877
- Landrat Adolf von Gerhardt, 1878
- Schloss Miramare in Triest, 1884
- Granada, 1886

### Zeichnungen
- Porträt Paul Delaroche, 1842
- Porträt Ernst Benedikt Kietz, 1842
- Blick in Garten der Villa d’Este, Tivoli, 1843
- Villa Poniatowski, Rom, 1844
- Blick auf Genua, 1844
- Küstenlandschaft bei Neapel, 1844
- Im Palmengarten von Elche, 1844
- Douar Souani bei Tanger, 1845
- Maurin, 1845
- Blick auf den Goldturm und die Kathedrale von Sevilla, 1845
- Die Kathedrale von Burgos, 1845

## Arbeiten in öffentlichen Sammlungen
- Zahlreiche Arbeiten im Kulturhistorischen Museum Magdeburg
- Eskorial, 1856, Stiftung Fürst-Pückler-Museum, Cottbus
- Teufelsmauer bei Warnstedt, Ansicht von Quedlinburg, Bodetal bei Thale, Triptychon 1861, Stiftung Sammlung Volmer, Wuppertal
- Porträt, 1883, Museum Haldensleben
- Zwei kleine Fräulein, 1861, Kreismuseum Jerichower Land, Genthin
- Es ist vollbracht, Altarbild1885, Pfarramt Morl, Halle (Saale)